# Ciripituri

Ciripituri este un album al formației Pasărea Colibri apărut în anul 1996. Ca și precedentul material discografic, În căutarea cuibului pierdut, acest album constituie o reeditare a vechilor succese ale celor trei membri din prim-planul formației: Mircea Baniciu („În tren”, „Tristeți provinciale”, „Eșarfă în dar” etc.), Mircea Vintilă („Peste răbdări”, „Când se lasă seara” etc.) și Florian Pittiș („Ploaia care va veni”, „Sfârșitul nu-i aici” etc.)

## Piese
1. Renunțare veselă (Lorena Palavan) 0:39
2. Peste răbdări (Mircea Vintilă, Gheorghe Azap) 2:39
3. În tren (Mircea Baniciu, George Topărceanu) 3:54
4. Ploaia care va veni (adaptare de Dorin Liviu Zaharia după o piesa a grupului "ECHIPA '84") 3:25
5. Un zvon (Mircea Baniciu, Dan Verona) 3:14
6. Când se lasă seara (Mircea Vintila, Florian Pittiș) 4:02
7. Alo! Ea-i a mea (Bob Dylan - traducere Florian Pittiș) 3:33
8. Tristeți proviciale (Mircea Baniciu, George Toparceanu) 3:45
9. Poezie (Mihai Codreanu) 4:03
10. Hanul ulciorului nesecat (Mircea Baniciu, Mircea Baniciu) 2:45
11. Lăptăria lui Enache (Mircea Vintilă, Mircea Vintilă) 3:38
12. Eșarfă în dar (Mircea Baniciu, Victor Carcu) 3:00
13. Miruna (Mircea Vintilă, Mircea Vintilă) 3:23
14. Dacă ai ghici (Mircea Baniciu, Mira Hristofor) 3:13
15. Ultima scrisoare (Mihai Beniuc) 5:07
16. Un cuvânt (Mircea Vintilă, Florian Pittiș) 3:02
17. Oameni buni (Bob Dylan și Robert Hunter, traducere Florian Pittiș) 3:16
18. Oprește-mă la tine (Mircea Vintilă, Gheorghe Azap) 3:30
19. Mica țiganiadă (Nicolae Covaci, Șerban Foarta și Andrei Ujica) 3:34
20. Lecția de gimnastică (Nicolae Alexandru-Vest) 0:40
21. Vara la țară (Mircea Baniciu, George Toparceanu) 4:44
22. Sfârșitul nu-i aici (Bob Dylan, traducere Florian Pittiș) 4:18
23. Alte clipe, alt epilog (Mircea Vintilă, Florian Pittiș) 2:12